# Неізвєстний Ернст Йосипович
Ернст Йо́сипович Неізвє́стний (рос. Неизвестный Эрнст Иосифович — 9 квітня 1925, Свердловськ, СРСР — 9 серпня 2016, Нью-Йорк, США) — радянський і американський скульптор і художник-графік, відомий шістдесятник, філософ; один з найвизначніших скульпторів-авангардистів сучасності.

## Походження. Батьківська родина
Згідно його власним спогадам, серед предків має росіян, татар та євреїв. В останньому коліні походить з інтелігентної родини християн-євреїв. Родове прізвище — Неізвєстнов.
Дід — Мойсей Неізвестнов був багатим купцем на Уралі, але також брав участь у революційному русі Росії. Після більшовицького Жовтневого перевороту 1917 дід і всі його брати були пов'язані з білогвардійським рухом. Під час громадянської війни один його дядько служив у армії О. Колчака, другий — у армії А. Денікіна. Після встановлення радянської влади на Уралі діда розкуркулили і збиралися розстріляти разом з сином, але бабуся показала чекістам комуністичні брошури, які за царської влади були потайки виготовлені в друкарні, що належала дідові, і чекісти його відпустили.
Батько, Йосип Неізвєстнов, під час Громадянської війни був білогвардійським офіцером, ад'ютантом генерала Антонова. Щоб не потрапити під більшовицький терор після війни змінив своє прізвище на Неізвєстний та виїхав до Сибіру де отримав медичну освіту і став дитячим лікарем, хірургом-отоларингологом. Він не приймав радянську владу, але йому вдалося уникнути арештів та репресій. Дитячому лікарю «пощастило» вижити в трагічних обставинах, він закінчив життя директором дитячої клініки і навіть отримав звання заслуженого лікаря РРФСР.
Мати — баронеса Бела Абрамівна Діжур (1903, Черкаси) була шляхетного сефардського походження (з хрещених євреїв-сефардів), про що також свідчить префікс її прізвища в оригіналі «Ді-/Де-» (фр. -de'). Член теософського товариства. За освітою та фахом була хіміком-біологом-генетиком, ученицею В. І. Вернадського. Але більшу відомість вона здобула як письменник — поет та прозаїк, автор популярних книжок для дітей, а також шкільних підручників з хімії. Книги Бели Діжур були перекладені на багато мов світу, включно японську. Її ж авторству належить перша в світі книга про Януша Корчака. Двоюрідний брат Ернста Неізвєстного — російський поет Олександр Межиров.

## Шкільні роки. Війна
Ернст навчався в школі для обдарованих дітей у Ленінграді. З початком німецько-радянської війни 1941 року був евакуйований разом з учнями школи для обдарованих дітей у місто Самарканд. Навчання перервала війна. Романтично налаштований радянською пропагандою та книжками про героїв 17-річний Ернст пішов на фронт добровольцем, приписавши у військкоматі до свого віку один рік. Закінчив прискорений курс офіцерського училища льотчиків, отримав звання лейтенанта та направлення на фронт у частину ВПС. Але до фронту не доїхав — застрелив у поїзді радянського офіцера, який зґвалтував дівчину. За це військовий трибунал лишив його офіцерського звання та засудив його до розстрілу. Він 62 дні просидів у камері смертників, після чого розстріл було замінено на службу у фронтовому штрафному батальйоні десантників.
В одному з боїв був тяжко пораненим, його вважали мерцем і недбало скинули у льох моргу, але його стогін видав санітарам, що він ще живий.
Мав контузію мозку, поранення хребта (в нього було вибито три міжхребцеві диски), частковий параліч ніг, три роки ходив з допомогою милиць як інвалід, почав заїкатися. Півтора року лікувався у військових шпиталях. Багато займався тренуванням ніг і зумів відмовитися врешті решт від милиць. Нестерпний біль міг гасити тільки за допомогою морфію. Щоб він остаточно не став наркоманом батько-лікар став йому виписувати спирт.

## Навчання після війни
Після закінчення війни в 1947 році він поступив до Московського державного художнього інституту імені Сурікова, де його вчителями були такі майстри як М. Г. Манізер, С. Д. Меркуров, Є. В. Вучетич, М. В. Томський. Ще студентські роботи Неізвєстного початку 1950-х років придбали державний Російський музей та Третьяковська галерея.

Паралельно до навчання в художньому інституті Неізвєстний поступив на філософський факультет Московського державного університету, де провчився повний курс. Там він дружив із майбутнім філософом Мерабом Мамардашвілі.
— Він [Мераб Мамардашвілі] був як Вергілій в моєму пеклі — водив по цьому пеклу і все коментував.

## Творче життя в СРСР
Майстерні не мав роками. Орендував підвали, випадкові приміщення. Серед перших значних творів — надгробки, меморіальна пластика. Багато галасу в СРСР зробив його надгробок померлому лідерові компартії СРСР — Микиті Сергійовичу Хрущову (1974), одному з небагатьох радянських політичних лідерів, якого не поховали біля Кремлівської стіни. Надгробок не мав нічого незвичного — його вирішено на контрасті двох брил і двох кольорів, де посередині усміхнена голова Хрущова. Але не було упевненої фігури діяча у повний зріст, комуністичної символіки та пафосних, нещирих написів опальному «державному пенсіонерові».
Скульптор починав в руслі реалізму. Але почав переходити до стилістики постмодернізму. Його творам тепер були притаманні формалістичні пошуки, деформації, своєрідне «пікассіанство». Не всі пошуки були вдалими. В пору панування соціалістичного реалізму це викликало недовіру, глум, образи. Найбільша була на виставці в московському Манежі, де Ернст Нєізвєстний погодився бути екскурсоводом для самого Хрущова. Екскурсія закінчилася сваркою з тодішнім комуністичним лідером, що назвав твори Ернста — «дегенеративним мистецтвом».
1955 року Неізвєстний став членом секції скульпторів Московського відділення Спілки художників СРСР і до 1976 року творчо працював у СРСР. Ернст сам робив моделі власних скульптур і брав участь у їх відливанні в матеріалі. В 1962 після відвідання головою СРСР М. Хрущовим відомої виставки сучасних митців, був підданий жорстокій критиці за «авангардизм». На відомій зустрічі М. Хрущова з молодими представниками радянської творчої інтелігенції 1963 року в Кремлі, Хрущов з трибуни кремлівського Палацу з'їздів запропонував Неізвестному, як і кільком іншим відомим митцям, «покинути СРСР». Але скульптор емігрував на Захід пізніше — в 1976 році, коли тотальна компартійна цензура стала вже нестерпною.

## В еміграції
Його від'їзд за кордон Радянського Союзу виявився тріумфальним, митця супроводжує світове визнання та слава. Одразу після отримання візи на еміграцію з СРСР, він отримав громадянство Австрії персонально від федерального канцлера Бруно Крайського. Скульптор отримав не тільки громадянство, а і майстерню. Його артдилер сприяв перебуванню Ернста у Швеції, а згодом там заснували музей скульптур Неізвєстного.
Він переїздить спочатку до Швейцарії, а 1977 року до США, де отримує також і американське громадянство. Він стає професором Колумбійського університету та університету в Берклі (Каліфорнія), 1983 року його обрано професором гуманітарних наук Орегонського університету. Митець багато їздить по США та інших країнах з лекціями, виставками, отримує багато міжнародних замовлень.
Серед найбільш відомих праць цього часу:
- бронзова голова Дмитра Шостаковича на замовлення Центру Кеннеді в Вашингтоні
- цикл «Людина крізь стіну» («Man through the Wall») на замовлення галереї Магна в Сан-Франциско, котрий присвятив історичній поразці радянського комунізму
- модель скульптури «Нова статуя Свободи» на честь Китаю та країн третього світу
- ілюстрації до ювілейного видання творів Семюела Беккета
- декілька скульптурних зображений розп'яття для музею Ватикану придбав Папа Римський Іван Павло II
- скульптура «Золота дитина» в Одесі (бронза, 1994)
- 1996 року Ернст Нєізвєстний закінчив створення монументального твору загиблим від сталінських тортур в Радянському Союзі (15 метрів заввишки) «Маска скорботи». Монумент відкрито в місті Магадан

Після розпаду СРСР він кілька раз приїздив до Росії. В 1990-х роках Ернст Неізвєстний приїздив для роботи над меморіалом жертвам сталінізму в Магадані, Воркуті та Єкатеринбурзі.
2000 року В. Путін вручив йому Орден «Знак Пошани».

## Почесні звання
- почесний член Шведської королівської академії наук (1986)
- член Нью-Йоркської академії мистецтв і наук
- член Європейської академії мистецтв, наук та гуманітарних знань. (1989)
- почесний закордонний член Російської академії мистецтв

## Радянські бойові нагороди
- медаль «За відвагу»
- Орден Червоної Зірки